# Прогресс МС-16
Прогресс МС-16 — космический транспортный грузовой корабль (ТГК) серии «Прогресс».
Запущен 15 февраля 2021 года со стартового комплекса космодрома Байконур по программе 77-й миссии снабжения Международной космической станции. Из-за его миссии по утоплению модуля «Пирс», грузовик получил в ракетно-космической отрасли неофициальное название «Герасим», в честь героя рассказа Ивана Тургенева «Муму». Полёт с космодрома Байконур до станции прошёл по двухсуточной схеме.
Грузовой корабль «Прогресс МС-16» должен был отправиться на орбиту 11 декабря. Но из-за необходимости проведения дополнительных проверок старт перенесли на 15 февраля. У россиян из-за задержки старта транспортника закончилась еда. Помогли американцы. Они дали своим российским коллегам 13 контейнеров с рационом питания.

## Стыковка и расстыковка с МКС

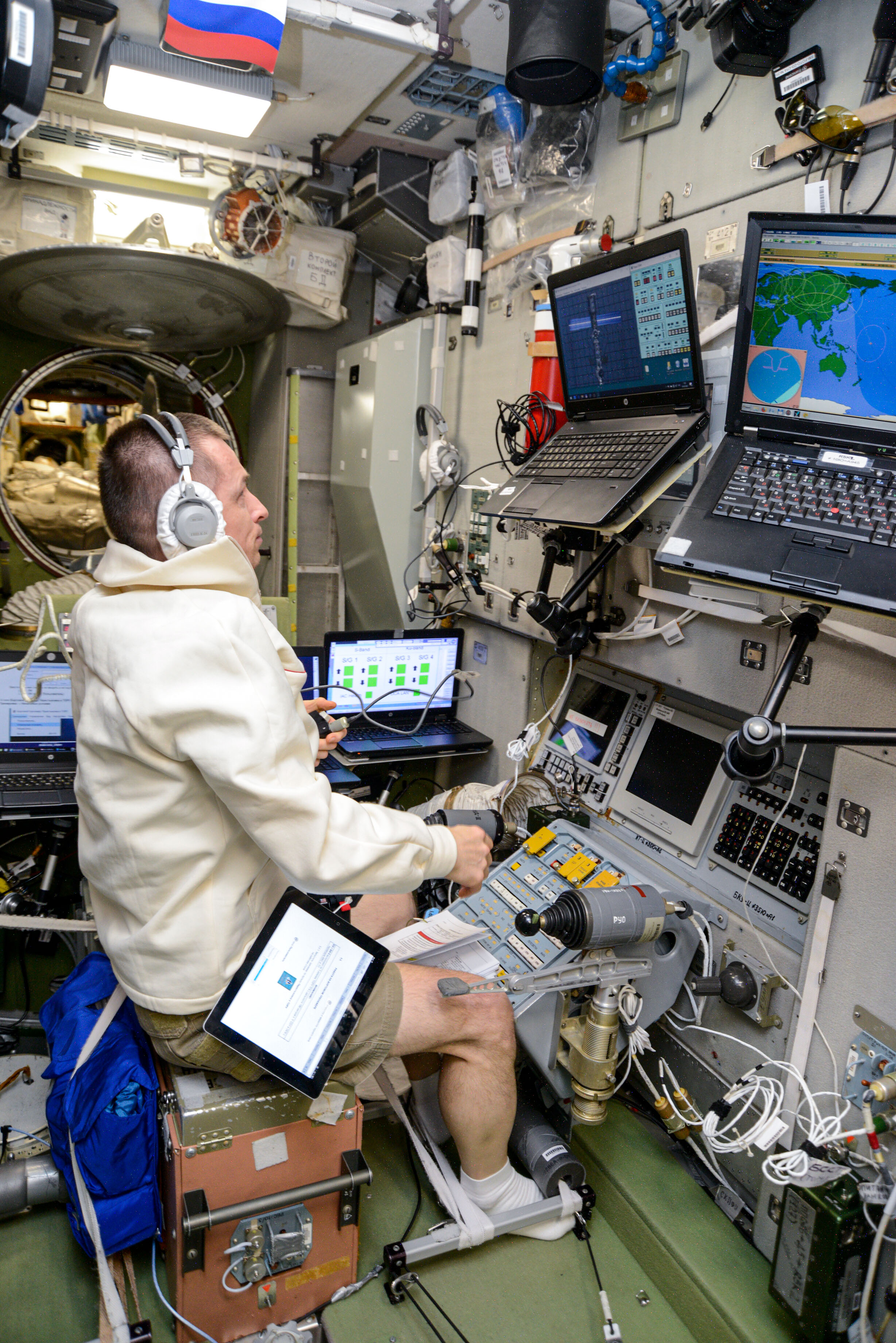
Космонавт Сергей Рыжиков практикует ручное причаливание корабля к МКС

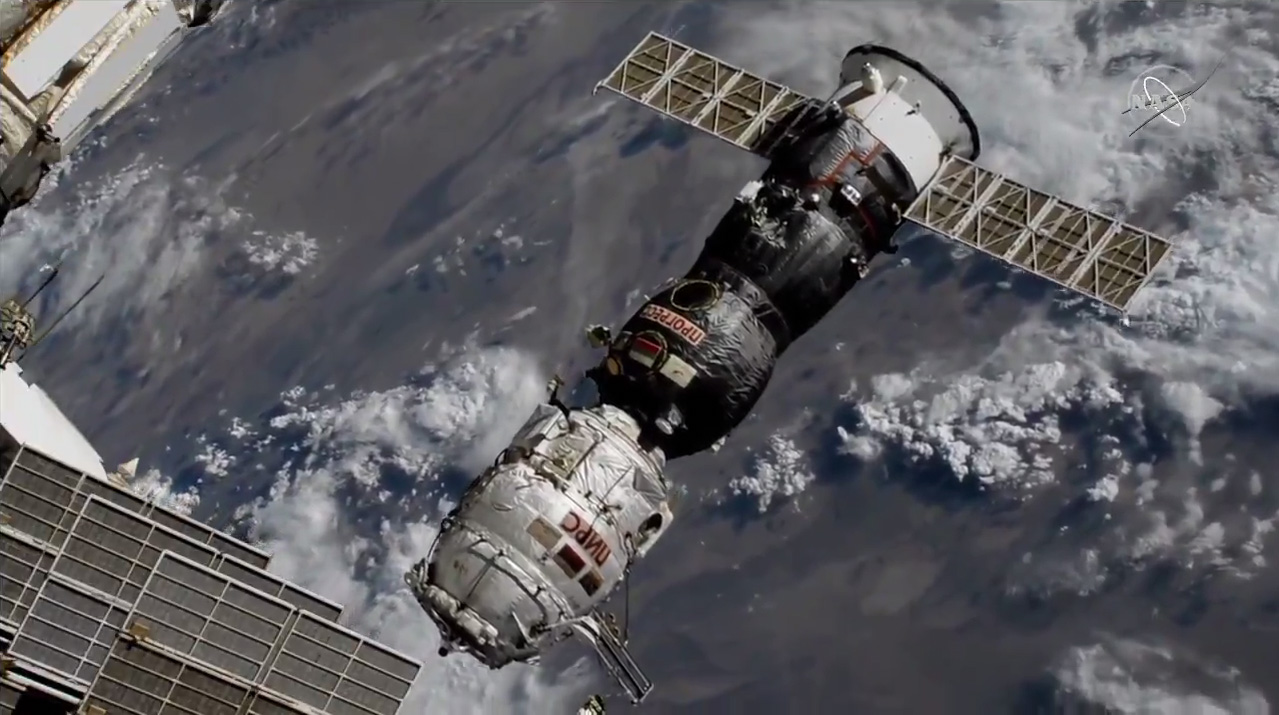
«Прогресс МС-16» после отстыковки от МКС с модулем «Пирс»

Полёт к МКС прошёл по двухсуточной схеме. Стыковка в автоматическом режиме была запланирована на 9:20 утра по московскому времени, однако она не удалась. Тогда подмосковный Центр управления полётами скомандовал космонавту Сергею Рыжикову осуществить причаливание грузовика в ручном режиме под руководством специалистов Главной оперативной группы управления. Вторая попытка оказалась успешной. Переход с автоматической на ручную стыковку «Прогресса МС-16» потребовался из-за повреждений антенны и элементов системы «Курс-НА», полученными при сбросе головного обтекателя ракеты-носителя «Союз-2.1а». Причаливание к модулю «Пирс» было завершено 17 февраля 2021 года в 9:26 (МСК).
В конце миссии (26 июля 2021 года в 13:56 мск) «Прогресс МС-16» отсоединил от станции стыковочный модуль «Пирс» и свёл его в плотные слои атмосферы над Тихим океаном, чтобы таким образом освободить место для нового модуля «Наука». Падение несгораемых элементов конструкции модуля и корабля в акватории Тихого океана ожидалось в 17:51 мск того же дня.
26 июля 2021 года «Роскосмос» сообщил, что несгораемые элементы модуля были затоплены на «кладбище космических кораблей» в несудоходной части Тихого океана — в 3,6 тыс. км от города Веллингтона и 5,8 тыс. км от города Сантьяго.

## Груз
Корабль доставил на МКС 2460 кг грузов, среди которых:
- 600 кг топлива дозаправки;
- 420 литров питьевой воды;
- 40,5 кг сжатых газов с дополнительными запасами азота;
- ~1400 кг различного оборудования и материалов, включая:
  - ресурсную аппаратуру бортовых систем управления и жизнеобеспечения;
  - укладки для проведения космических экспериментов;
  - средства медицинского контроля и санитарно-гигиенического обеспечения;
  - предметы одежды;
  - стандартные рационы питания и свежие продукты для членов экипажей.

Корабль также доставил ремонтно-восстановительный комплект, состоящий из набора армирующих накладок с клеевым соединением, предназначенных для временной герметизации обнаруженных дефектов корпуса переходной камеры служебного модуля «Звезда».